# يوي يوان
يوي يوان (23 يوليو 1987 في الصين - ) هي لاعبة كرة طائرة الصين. شاركت في الكرة الطائرة في الألعاب الأولمبية الصيفية 2016.

## وصلات خارجية
- يوي يوان على موقع الاتحاد الدولي beach volleyball database (الإنجليزية)
- يوي يوان على موقع قاعدة بيانات الكرة الطائرة الشاطئية (الإنجليزية)
- يوي يوان على موقع اللجنة الأولمبية الدولية (الإنجليزية)
- يوي يوان على موقع أوليمبيديا (الإنجليزية)
- يوي يوان على موقع اللجنة الأولمبية الصينية (الإنجليزية)